# کمبر، ساسکس شرقی
کمبر (به انگلیسی: Camber) روستایی توریستی در جنوب شهر ری ، در استان ساسکس شرقی ،‌انگلستان قرار دارد . دسترسی به روستای کمبر از طریق جاده کمبر ری ، ایستگاه قطار ری ، فرودگاه لید میسر است .

## جاذبه‌های توریستی
- زمین تنیس ری هاربور
- پارک اسکیت‌بورد
- پلاژ برهنگی کمبر